# Erytrea na Mistrzostwach Świata w Lekkoatletyce 2013
Erytrea na Mistrzostwach Świata w Lekkoatletyce 2013 – reprezentacja Erytrei podczas czempionatu w Moskwie liczyła 10 zawodników.

## Występy reprezentantów Erytrei

### Mężczyźni
| Konkurencja      | Zawodnik           | Runda 1  | Runda 1 | Półfinał | Półfinał | Finał         | Finał   |
| Konkurencja      | Zawodnik           | Rezultat | Pozycja | Rezultat | Pozycja  | Rezultat      | Pozycja |
| ---------------- | ------------------ | -------- | ------- | -------- | -------- | ------------- | ------- |
| Bieg na 10 000 m | Nguse Amlosom      | —        | —       | —        | —        | 27:29,21 (SB) | 8.      |
| Bieg na 10 000 m | Goitom Kifle       | —        | —       | —        | —        | 27:56,38      | 17.     |
| Bieg na 10 000 m | Teklemariam Medhin | —        | —       | —        | —        | DNF           | DNF     |
| Maraton          | Yared Asmerom      | —        | —       | —        | —        | DNF           | DNF     |
| Maraton          | Beraki Beyene      | —        | —       | —        | —        | 2:13:40 (SB)  | 11.     |
| Maraton          | Yonas Kifle        | —        | —       | —        | —        | DNF           | DNF     |
| Maraton          | Amanuel Mesel      | —        | —       | —        | —        | DNS           | DNS     |
| Maraton          | Kiflom Sium        | —        | —       | —        | —        | 2:20:01       | 31.     |
| Maraton          | Samuel Tsegay      | —        | —       | —        | —        | 2:14:41 (SB)  | 16.     |

### Kobiety
| Konkurencja | Zawodnik           | Runda 1  | Runda 1 | Półfinał | Półfinał | Finał    | Finał   |
| Konkurencja | Zawodnik           | Rezultat | Pozycja | Rezultat | Pozycja  | Rezultat | Pozycja |
| ----------- | ------------------ | -------- | ------- | -------- | -------- | -------- | ------- |
| Maraton     | Nebiat Habtemariam | —        | —       | —        | —        | DSQ      | DSQ     |